# Selección de fútbol playa de Ucrania
La Selección de fútbol playa de Ucrania es el equipo representativo del país en competiciones oficiales, y está controlada por la Federación de Fútbol de Ucrania, que pertenece a la UEFA.

## Estadísticas

### Copa Mundial de Fútbol Playa FIFA
| Copa Mundial de Fútbol Playa FIFA | Copa Mundial de Fútbol Playa FIFA | Copa Mundial de Fútbol Playa FIFA | Copa Mundial de Fútbol Playa FIFA | Copa Mundial de Fútbol Playa FIFA | Copa Mundial de Fútbol Playa FIFA | Copa Mundial de Fútbol Playa FIFA | Copa Mundial de Fútbol Playa FIFA |
| Año                               | Ronda                             | J                                 | G                                 | G+                                | P                                 | GF                                | GC                                |
| --------------------------------- | --------------------------------- | --------------------------------- | --------------------------------- | --------------------------------- | --------------------------------- | --------------------------------- | --------------------------------- |
| 2005                              | Cuartos de final                  | 3                                 | 1                                 | 0                                 | 2                                 | 15                                | 11                                |
| 2006                              | No clasificó                      | No clasificó                      | No clasificó                      | No clasificó                      | No clasificó                      | No clasificó                      | No clasificó                      |
| 2007                              | No clasificó                      | No clasificó                      | No clasificó                      | No clasificó                      | No clasificó                      | No clasificó                      | No clasificó                      |
| 2008                              | No clasificó                      | No clasificó                      | No clasificó                      | No clasificó                      | No clasificó                      | No clasificó                      | No clasificó                      |
| 2009                              | No clasificó                      | No clasificó                      | No clasificó                      | No clasificó                      | No clasificó                      | No clasificó                      | No clasificó                      |
| 2011                              | Fase de grupos                    | 3                                 | 1                                 | 0                                 | 2                                 | 8                                 | 6                                 |
| 2013                              | Fase de grupos                    | 3                                 | 1                                 | 0                                 | 2                                 | 9                                 | 11                                |
| 2015                              | No clasificó                      | No clasificó                      | No clasificó                      | No clasificó                      | No clasificó                      | No clasificó                      | No clasificó                      |
| 2017                              | No clasificó                      | No clasificó                      | No clasificó                      | No clasificó                      | No clasificó                      | No clasificó                      | No clasificó                      |
| 2019                              | No participó                      | No participó                      | No participó                      | No participó                      | No participó                      | No participó                      | No participó                      |
| 2021                              | Clasificado. Se retiró            | Clasificado. Se retiró            | Clasificado. Se retiró            | Clasificado. Se retiró            | Clasificado. Se retiró            | Clasificado. Se retiró            | Clasificado. Se retiró            |
| Total                             | 3/11                              | 9                                 | 3                                 | 0                                 | 6                                 | 32                                | 28                                |

### Clasificación Copa Mundial FIFA
| Clasificación de UEFA para la Copa Mundial de Fútbol Playa FIFA | Clasificación de UEFA para la Copa Mundial de Fútbol Playa FIFA | Clasificación de UEFA para la Copa Mundial de Fútbol Playa FIFA | Clasificación de UEFA para la Copa Mundial de Fútbol Playa FIFA | Clasificación de UEFA para la Copa Mundial de Fútbol Playa FIFA | Clasificación de UEFA para la Copa Mundial de Fútbol Playa FIFA | Clasificación de UEFA para la Copa Mundial de Fútbol Playa FIFA | Clasificación de UEFA para la Copa Mundial de Fútbol Playa FIFA |
| Año                                                             | Ronda                                                           | J                                                               | G                                                               | G+                                                              | P                                                               | GF                                                              | GC                                                              |
| --------------------------------------------------------------- | --------------------------------------------------------------- | --------------------------------------------------------------- | --------------------------------------------------------------- | --------------------------------------------------------------- | --------------------------------------------------------------- | --------------------------------------------------------------- | --------------------------------------------------------------- |
| 2008                                                            | Cuartos de final                                                | 5                                                               | 4                                                               | 0                                                               | 1                                                               | 26                                                              | 17                                                              |
| 2009                                                            | Octavos de final                                                | 4                                                               | 1                                                               | 1                                                               | 2                                                               | 18                                                              | 15                                                              |
| 2011                                                            | Campeón                                                         | 7                                                               | 5                                                               | 1                                                               | 1                                                               | 37                                                              | 22                                                              |
| 2013                                                            | Tercer lugar                                                    | 8                                                               | 7                                                               | 0                                                               | 1                                                               | 30                                                              | 23                                                              |
| 2015                                                            | Sexto lugar                                                     | 8                                                               | 6                                                               | 0                                                               | 2                                                               | 43                                                              | 24                                                              |
| 2017                                                            | Décimo lugar                                                    | 7                                                               | 3                                                               | 1                                                               | 3                                                               | 33                                                              | 20                                                              |
| 2019                                                            | Se retiró                                                       | Se retiró                                                       | Se retiró                                                       | Se retiró                                                       | Se retiró                                                       | Se retiró                                                       | Se retiró                                                       |
| 2021                                                            | Subcampeón                                                      | 6                                                               | 3                                                               | 1                                                               | 2                                                               | 21                                                              | 17                                                              |
| Total                                                           | 7/8                                                             | 45                                                              | 29                                                              | 4                                                               | 12                                                              | 208                                                             | 138                                                             |